# Aramon du Gard
Aramon du Gard ist eine Rotweinsorte.
Die Sorte Aramon du Gard ist eine Neuzüchtung zwischen der durch Hermann Jaeger gezüchteten Hybridrebe Jaeger 70 und der Rebsorte Aramon. Sie ist damit direkt mit der Sorte Flot Rouge verwandt. Die Kreuzung erfolgte durch den französischen Züchter Albert Seibel im Jahr 1893 oder 1894. Durch den Einfluss der Elternteile besitzt die Hybridrebe Aramon du Gard die Gene der Wildreben Vitis vinifera, Vitis rupestris und Vitis lincecumii. 
Vor 1958 wurde sie auf knapp 1098 Hektar hauptsächlich in den Départements Gard und Hérault in Frankreich angebaut. Aufgrund des EU-weiten Verbots von Hybridreben verschwand sie jedoch nahezu vollständig. Sie erbringt tiefrote Rotweine denen es aufgrund fehlender Säure jedoch an Struktur fehlt und daher platt wirken und von schlechter Qualität sind.
Zusammen mit der Seibel-Rebe S 405 war sie Kreuzungspartner der Neuzüchtung Rayon d’Or.
Die früh reifende und sehr ertragreiche Sorte verfügt über eine gute Resistenz gegen die Rebkrankheiten Echter Mehltau und Falscher Mehltau. 
Synonyme: Seibel 2007 (die Zuchtnummer).
Abstammung : Jaeger 70 x Aramon

## Ampelographische Sortenmerkmale
In der Ampelographie wird der Habitus folgendermaßen beschrieben:
- Die Triebspitze ist offen. Sie ist wollig behaart und leicht rötlich gefärbt. Die Jungblätter sind spinnwebig behaart und grünlich gefärbt.
- Die mittelgroßen Blätter sind nahezu ungelappt (siehe auch den Artikel Blattform). Die Stielbucht ist lyren-förmig geschlossen. Das Blatt ist stumpf gezahnt. Die Zähne sind im Vergleich der Rebsorten klein.
- Die walzenförmige Traube ist mittelgroß und lockerbeerig. Die rundlichen Beeren sind klein und von schwarzblauer Farbe. Der Traubensaft ist rötlich gefärbt.

Die wuchskräftige Aramon du Gard reift ca. 15 Tage nach dem Gutedel und gehört damit zu den Rebsorten der mittleren zweiten Reifungsperiode (siehe das Kapitel im Artikel Rebsorte), die früh reifen. Die Sorte treibt früh aus und entgeht daher nicht immer späten Frühjahrsfrösten.